# Futbolo Klubas Trakai 2017
Questa voce raccoglie le informazioni riguardanti il Futbolo Klubas Trakai nelle competizioni ufficiali della stagione 2017.

## Rosa
| N. |                     | Ruolo | Calciatore           |
| -- | ------------------- | ----- | -------------------- |
| 1  | Lituania (bandiera) | P     | Tymofij Šeremeta     |
| 4  | Lituania (bandiera) | C     | Modestas Vorobjovas  |
| 7  | Lituania (bandiera) | D     | Deividas Česnauskis  |
| 8  | Colombia (bandiera) | C     | Pedro Barrios        |
| 9  | Russia (bandiera)   | A     | Maksim Maksimov      |
| 10 | Lituania (bandiera) | A     | Tadas Labukas        |
| 11 | Liberia (bandiera)  | C     | Oscar Dorley         |
| 13 | Lituania (bandiera) | P     | Ignas Plūkas         |
| 15 | Lituania (bandiera) | D     | Justinas Januševskij |
| 18 | Lituania (bandiera) | A     | Lukas Kochanauskas   |
| 21 | Lituania (bandiera) | D     | Vaidotas Šilėnas     |

| N. |                        | Ruolo | Calciatore          |
| -- | ---------------------- | ----- | ------------------- |
| 22 | Nigeria (bandiera)     | D     | Alma Wakili         |
| 23 | Ucraina (bandiera)     | C     | Mychajlo Šyška      |
| 24 | Lituania (bandiera)    | D     | Arūnas Klimavičius  |
| 30 | Lituania (bandiera)    | C     | Rokas Masenzovas    |
| 33 | Lituania (bandiera)    | D     | Valdemar Borovskij  |
| 37 | Lituania (bandiera)    | A     | Matas Gudaitis      |
| 47 | Bielorussia (bandiera) | D     | Pavel Kruk          |
| 49 | Lituania (bandiera)    | C     | Svajūnas Čyžas      |
| 77 | Bielorussia (bandiera) | C     | Aljaksandr Byčanok  |
| 79 | Russia (bandiera)      | C     | Jurij Mamaev        |
| 95 | Lituania (bandiera)    | A     | Darius Kazubovičius |